# Manitowaning/Manitoulin East Municipal Airport
Manitowaning/Manitoulin East Municipal Airport är en flygplats i Kanada.   Den ligger i Manitoulin District och provinsen Ontario, i den sydöstra delen av landet, 500 km väster om huvudstaden Ottawa. Manitowaning/Manitoulin East Municipal Airport ligger 258 meter över havet.
Terrängen runt Manitowaning/Manitoulin East Municipal Airport är huvudsakligen platt. Manitowaning/Manitoulin East Municipal Airport ligger uppe på en höjd. Runt Manitowaning/Manitoulin East Municipal Airport är det mycket glesbefolkat, med 4 invånare per kvadratkilometer.. Närmaste större samhälle är Little Current, 16,0 km norr om Manitowaning/Manitoulin East Municipal Airport. 
Omgivningarna runt Manitowaning/Manitoulin East Municipal Airport är en mosaik av jordbruksmark och naturlig växtlighet.